# Lake Naujan
Lake Naujan – filipińskie jezioro położone w północno-wschodniej części wyspy Mindoro. Zajmuje 79 km² i jest piątym pod względem powierzchni jeziorem Filipin. Od 12 listopada 1999 roku objęte jest konwencją ramsarską. Od 1956 roku stanowi część Parku Narodowego Naujan Lake. Od 2001 roku uznawane jest przez BirdLife International za Ostoję ptaków IBA.

## Warunki naturalne
Jezioro Naujan jest pochodzenia wulkanicznego. Jego rozciągłość południkowa wynosi 14 km, zaś rozciągłość równoleżnikowa 7 km. Powierzchnia wody leży 20 m n.p.m. Największe jezioro wyspy Mindoro. Zbiornik otaczają miejscowości Naujan, Pola, Victoria i Socorro. Na obszarze dorzecza jeziora Naujan znajdują się formacje skał wulkanicznych z okresu pliocen-czwartorzęd oraz osady morskie z okresu pliocen-plejstocen. Główną rzeka zasilająca jezioro to Lumangbayan River, wpływa od północy. Wschodnie wybrzeże jest urwiste. Maksymalna głębokość jeziora to 45 m. Średnia roczna suma opadów w okolicy jeziora to 2000 mm, a średnia miesięczna temperatura wynosi 28–32 °C.
Do flory okolic jeziora zalicza się 46 gatunków paproci, 43 gatunki traw, 147 gatunków ziół, 67 gatunków krzewów, 50 gatunków winorośli, 34 gatunki tworzące pnącza w formie liany, 9 epifitów, 74 gatunki małych drzew i 122 gatunków większych drzew.

## Fauna
Z jeziora pochodzi holotyp krokodyla filipińskiego (Crocodylus mindorensis). Odnotowano łącznie 17 gatunków gadów i płazów (herpetofauna), z czego 5 gatunków stanowią płazy – m.in. Rana magna. Z gadów spotkać można np. warana paskowanego (Varanus salvator).
Obszar jeziora, jak i cały park narodowy uznany za ostoję ptaków IBA. Do gatunków, które zaważyły o tej decyzji, należą trzy krytycznie zagrożone: wyspiarek szarosterny (Gallicolumba platenae), kakadu filipińska (Cacatua haematuropygia) i kukal czarnogłowy (Centropus steerii). Prócz tego występują gatunki zagrożone: muszkatela okularowa (Ducula mindorensis) i dzioborożec mindorski (Penelopides mindorensis; bywa włączany do dzioborożca maskowego), narażone – kaczka filipińska (Anas luzonica), muszkatela brunatnobrzucha (Ducula carola) oraz gatunek najmniejszej troski – czernica (Aythya fuligula).